# Буренков, Игорь Юрьевич
Игорь Юрьевич Буренков (31 июля 1965, Москва) — российский тележурналист, специалист в области рекламы и PR. Кавалер почетного Знака «Общественное признание» как автор одной из первых социальных реклам в России «Позвоните родителям!» (1998).

## Биография
Родился 31 июля 1965 года в Москве. Совмещал учёбу на факультете журналистики МГУ с работой исполнительным директором имидж-центра Совместного предприятия «Американо-советская киноинициатива». В 1992 году окончил телеотделение факультета журналистики МГУ. Вместе с окончанием журфака стал совладельцем компании «Домино», которая специализировалась на разработке и ведении рекламных кампаний, креативе и полиграфическом дизайне. В 1996 году И. Буренков создал компанию «Интеллект Сервис», основные направления деятельности которой — консалтинговые и имиджевые услуги, рекламные и избирательные кампании, креатив. Организовывал крупномасштабные региональные, общероссийские и международные проекты: федеральные и региональные президентские и парламентские выборные кампании — Б. Ельцин, Ю. Лужков, И. Хакамада, «Единство».
В 2000—2007 гг. руководил Дирекцией общественных связей ОАО «ОРТ» (с сентября 2002 года — ОАО «Первый канал»).
В 2008—2009 гг. генеральный продюсер холдинга «Росбалт-Медиа».
В 2009 году работал руководителем департамента корпоративных коммуникаций ГК «Роснанотех».
В 2009—2013 гг. директор по внешним связям ОАО «АВТОВАЗ», под руководством И. А. Комарова, с которым перешел на работу в ОРКК и Роскосмос.
В 2014—2016 гг. директор департамента информационной политики и СМИ в ОАО «Объединённая ракетно-космическая корпорация».
В 2016—2017 гг. директор по коммуникациям госкорпорации «Роскосмос».
С апреля 2017 года — исполнительный директор по коммуникациям госкорпорации «Роскосмос».
С января 2019 — по н.вр. — заместитель полномочного представителя Президента Российской Федерации в Приволжском федеральном округе.
Женат, супруга Урманцева Яна Рустемовна, дочь Мари Буренкова..

## Работа с кинематографом
- Организация рекламных и PR кампаний кинофильмов «Вор» (номинирован на «Оскар») и «Сирота казанская», организация и проведение в Москве и Санкт-Петербурге мировой премьеры британско-американского фильма «Онегин».
- Подготовка и продвижение Открытого Российского и международного Кинофестиваля «Кинотавр», Фестиваля русского кино в Ницце.

## Наиболее значимые рекламные проекты на телевидении
- Кинофильмы «72 метра», «Ночной дозор», «Турецкий гамбит», «Дневной дозор».
- Телевизионные многосерийные фильмы «Граница. Таёжный роман», «Империя под ударом», «Гибель империи», «Убойная сила», «Участок», «Заколдованный участок», «Есенин», «Тихий Дон», «Ленинград» и др.
- Развлекательные проекты «Последний герой», «Фабрика звёзд», «Большие гонки» и др.
- Документальные фильмы «Братство бомбы», «Битва за космос», «Живая природа».

## Профессиональные награды
- 1998 — Кавалер почетного Знака «Общественное признание».
- 2003 — Лауреат национальной премии Российской Академии Рекламы «За особый вклад в формирование социальной рекламы XX века»[13].
- 2010 — По итогам 2009 года АВТОВАЗ был удостоен ежегодной национальной премии СИМПРЕ- Приз симпатий российской прессы — в области бизнеса «за мужество и последовательность в проведении политики информационной открытости».
- 2012 — АВТОВАЗ стал победителем некоммерческого конкурса «Абсолютный бренд 2012» среди ведущих российских компаний — за успешный вывод на рынок народного автомобиля Lada Granta.
- 2017 — Госкорпорация «Роскосмос» с кампанией «ПОДНИМИ ГОЛОВУ» (2016 год) стала победителем в номинации «Тренд года» конкурса «Импульс», II место в номинации «Лучшая рекламная кампания». Премия RuPoR: III место в номинации «Продвижение государственных, общественных и социальных программ». Премия БОЛЬШАЯ РЫБА: победитель в номинации «Лучший интерактивный проект» совместно с компанией Ailove. Премия Gold Print Awards: победитель в номинации «Лучший кросс-медийный проект».
- 2018 — Госкорпорация «Роскосмос» с кампанией «ПОДНИМИ ГОЛОВУ» (2017 год) второй раз подряд стала победителем в номинации «Лучший кросс-медийный проект» премии Gold Print Awards[14].